# ليزلي فيرغسون
ليزلي فيرغسون (بالإنجليزية: Leslie Ferguson)‏ (8 سبتمبر 1892 بملبورن في أستراليا - 30 يناير 1957) هو لاعب كريكت أسترالي. لعب مع فريق فكتوريا للكريكت.

## وصلات خارجية
- ليزلي فيرغسون على موقع إي آس بي آن كريك إنفو (الإنجليزية)